# キランソウ属
キランソウ属（キランソウぞく、学名: Ajuga）は、シソ科の属の一つ。園芸方面では学名のアジュガで呼ばれることも多い。但し、アジュガをセイヨウジュウニヒトエの意味で用いることもある。

## 特徴
多年草のものが多く、立ち上がるものもあるが、匍匐茎を出すものが多い。葉は対生で単葉だが切れ込みが入るものもある。茎の節ごとに葉がつき、花の基部では縮小して包葉となる場合もある。
花は腋生で、ごく短い花柄を介して葉または包葉の基部から生じ、茎に沿って離ればなれにつく場合も、密に集まって明瞭な花穂を作る場合もある。萼は鐘状になり多くの脈を持ち、先端は5裂する。花冠は唇形花で、はっきりした筒を持ち、先端は上下に分かれる。上唇はごく短くて2つに裂ける。下唇は平らに大きく発達して3裂するが、特に中央の裂片が大きく、その先端はさらに2裂することがある。雄蘂は4本あり、花冠の上唇に沿って斜めに伸び、先端には2室からなる葯を付ける。

## 分布
世界中の熱帯 - 温帯地域に約50種が分布する。

## 人間との関わり
大きくはないが、紫系の鮮やかな花をつけるものもあり、園芸用に利用される。薬用とされるものもある。

## 種
日本には12種ほどが知られ、特にキランソウはごく普通な野草として知られる。
日本に分布する種
- シマカコソウ Ajuga boninsimae
- カイジンドウ Ajuga ciliata var. villosior
- キランソウ Ajuga decumbens - 北海道から九州に普通。ロゼット状に育って春に青紫色の花を咲かせる。薬草としても知られ、別名を「ジゴクノカマノフタ」という。
- オニキランソウ Ajuga dictyocarpa
- ヒイラギソウ Ajuga incisa
- オウギカズラ Ajuga japonica - 本州、四国、九州に分布。根元から走出葉を出して増える。葉が扇の形に似る。
- タチキランソウ Ajuga makinoi
- ジュウニヒトエ Ajuga nipponensis - キランソウに似るが、茎は立ち上がり、花は穂状、うすい紫。分布：本州、四国
- ヒメキランソウ Ajuga pygmaea
- ツルカコソウ Ajuga shikotanensis
- ヤエヤマキランソウ Ajuga taiwanensis
- ニシキゴロモ Ajuga yesoensis
  - ツクバキンモンソウ Ajuga yesoensis var. tsukubana
  - キランニシキゴロモ Ajuga × bastarda - キランソウとツクバキンモンソウの雑種。
  - ジュウニキランソウ Ajuga × mixta - ジュウニヒトエとキランソウの雑種。

その他の種
- ルリカコソウ Ajuga multiflora

以下の種は栽培種だが、逸出して野生状になっている場合もある。
- セイヨウジュウニヒトエ Ajuga reptans - ヨーロッパ原産。花壇に植えられているキランソウ、ジュウニヒトエといわれているものは、ほとんどは本種である。

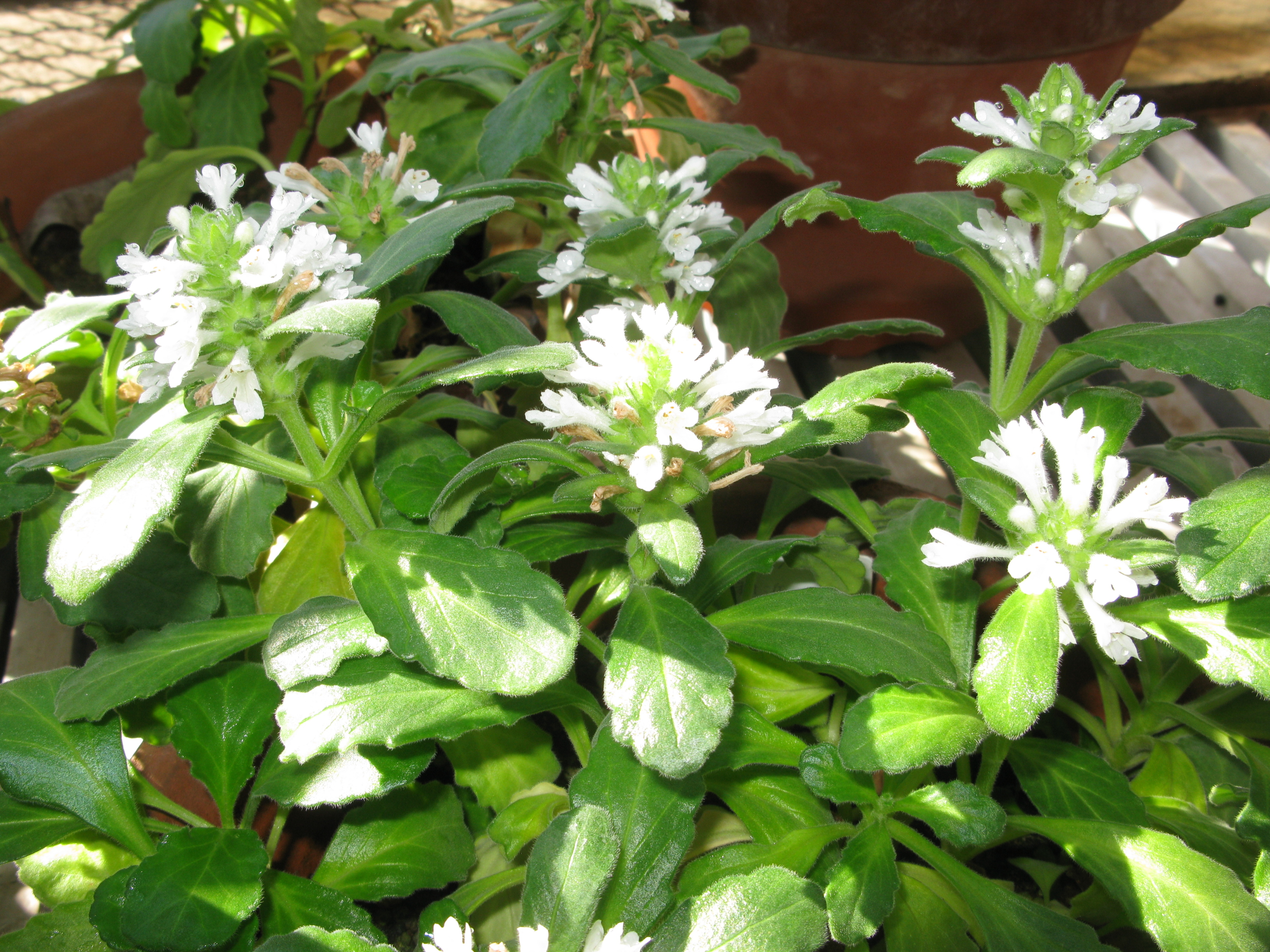
シマカコソウ（東京大学小石川植物園温室）
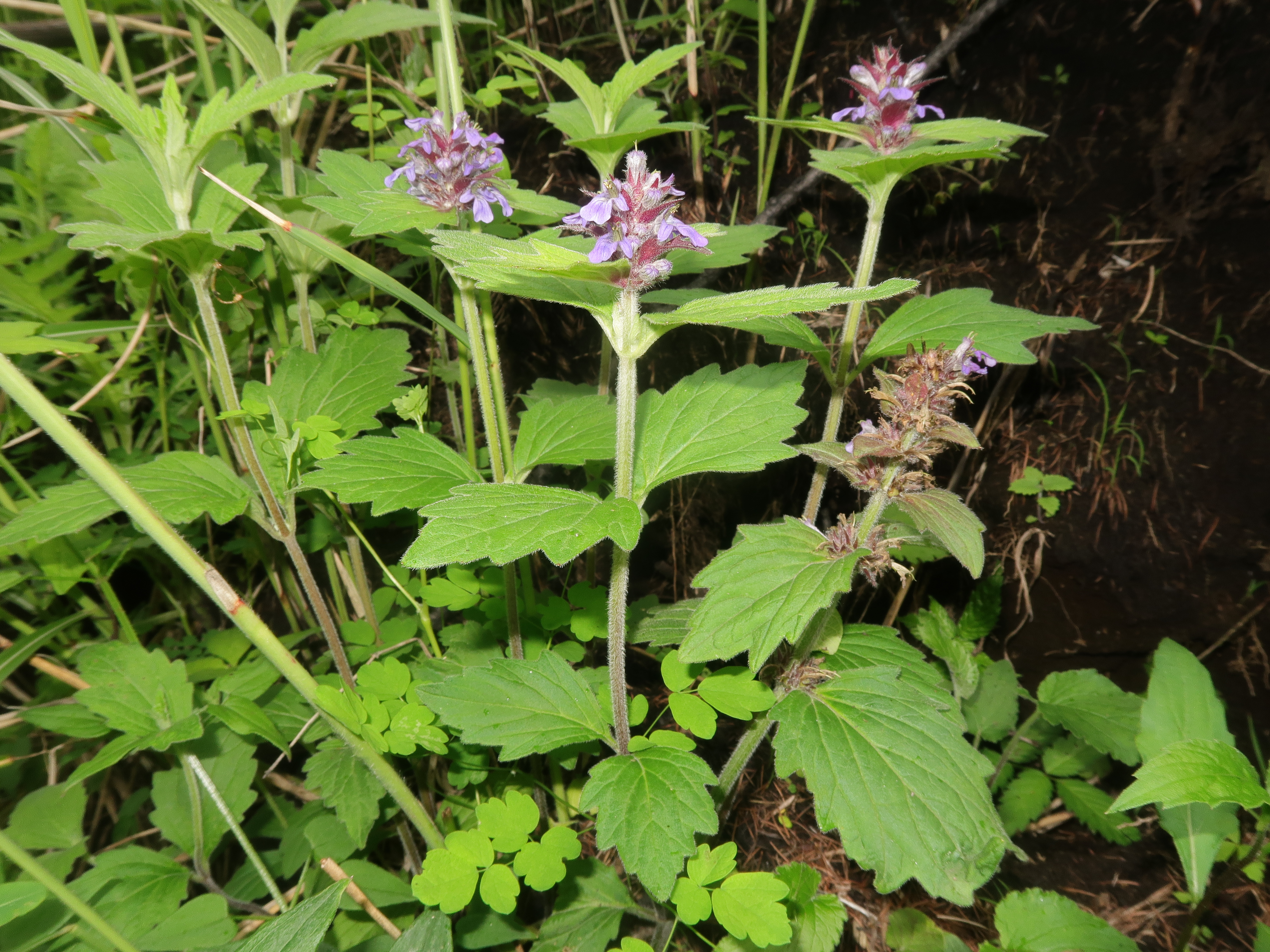
カイジンドウ（山梨県南都留郡）
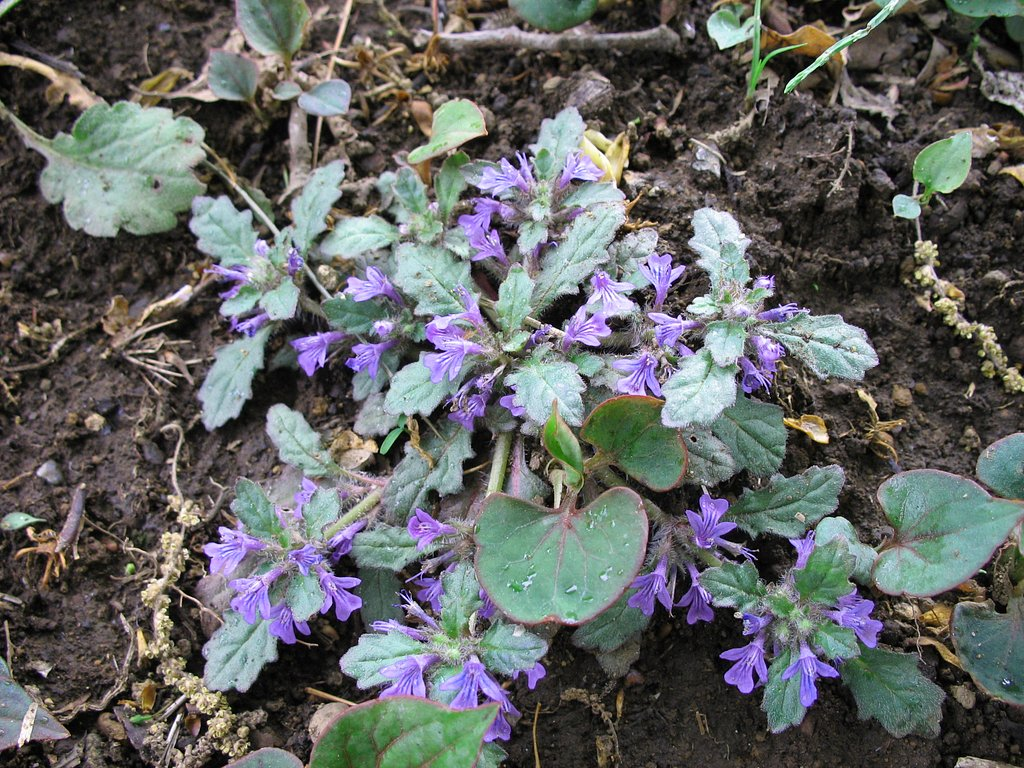
キランソウ（町田市）
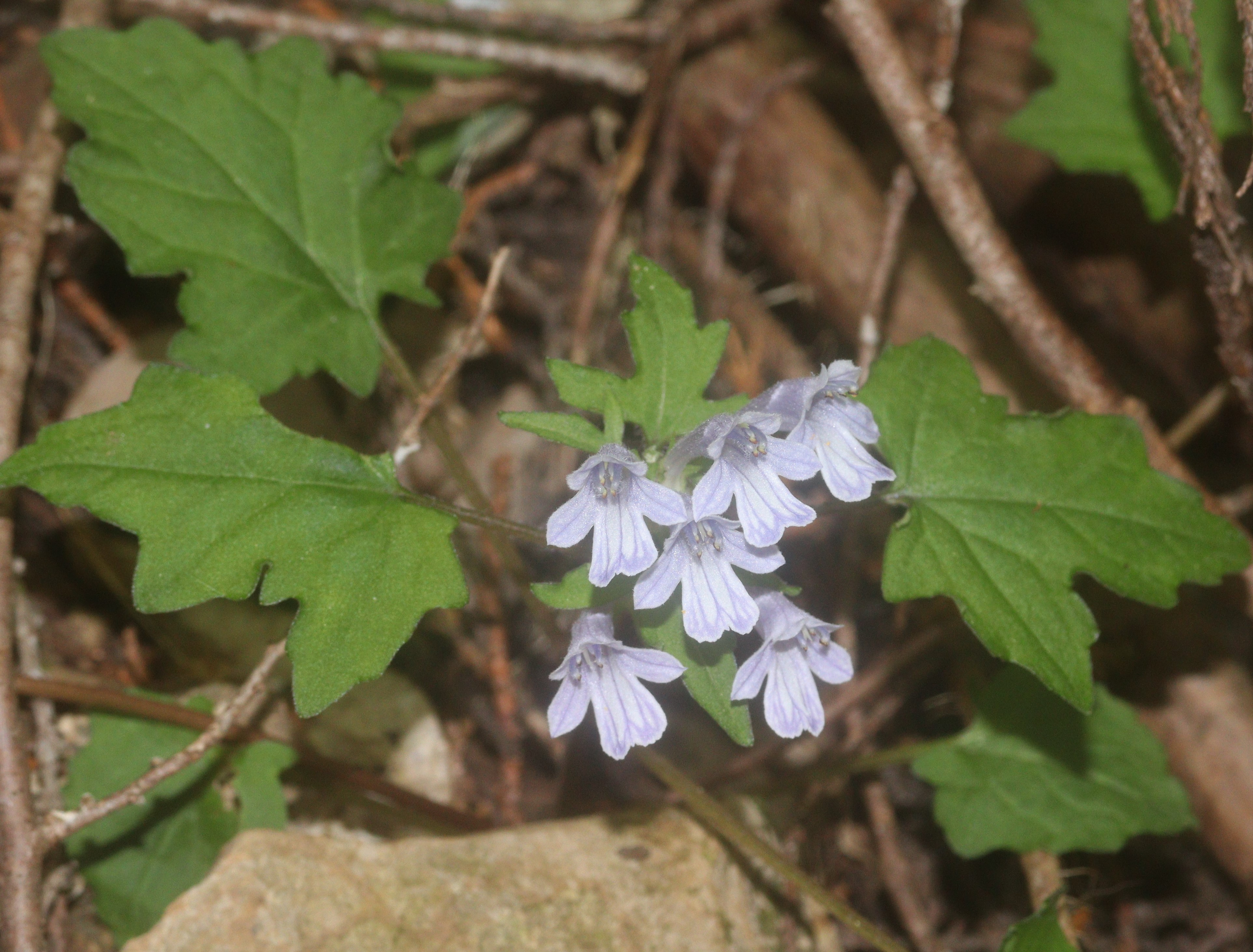
オウギカズラ（愛知県新城市）
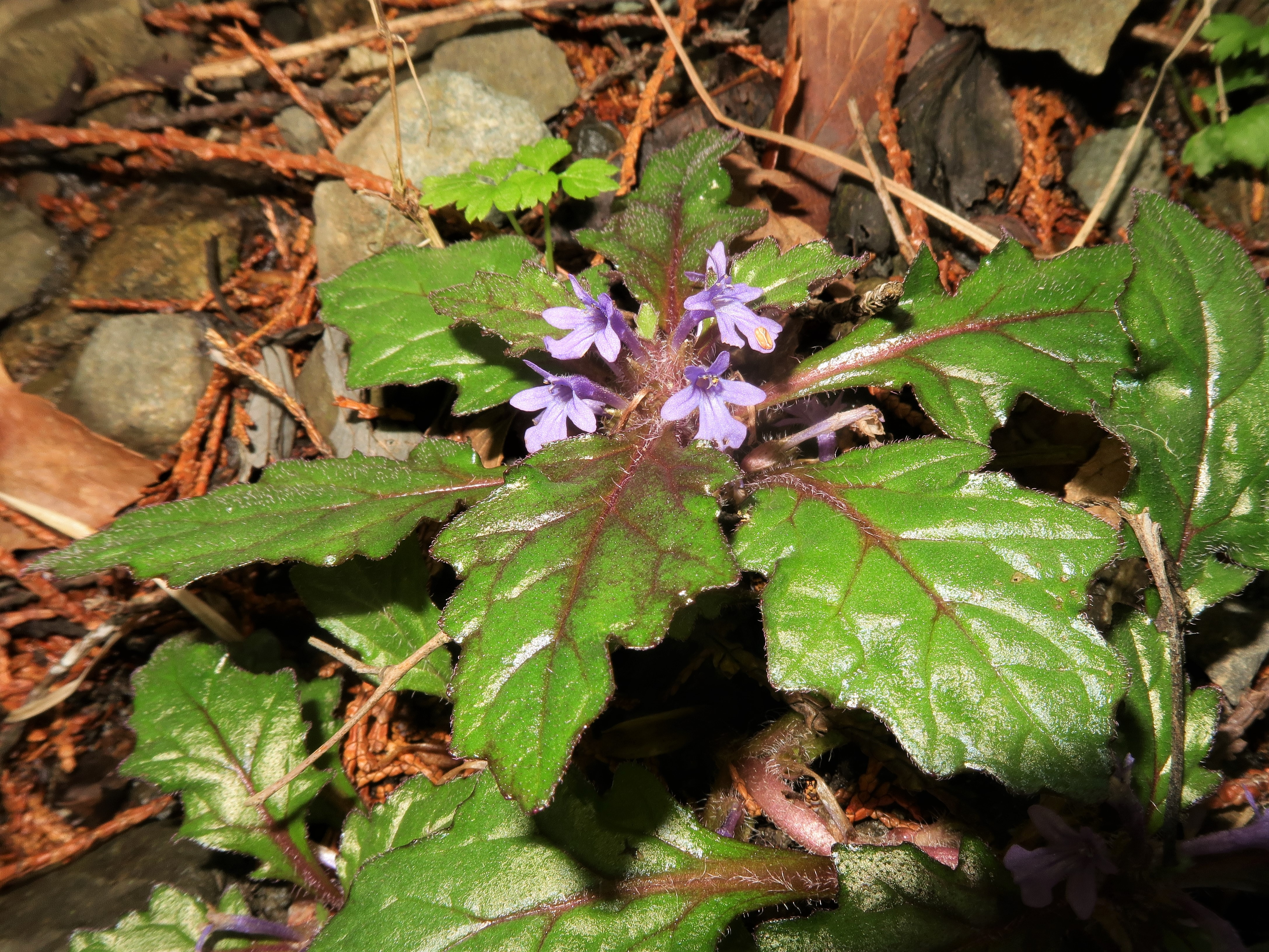
タチキランソウ（山梨県南巨摩郡）
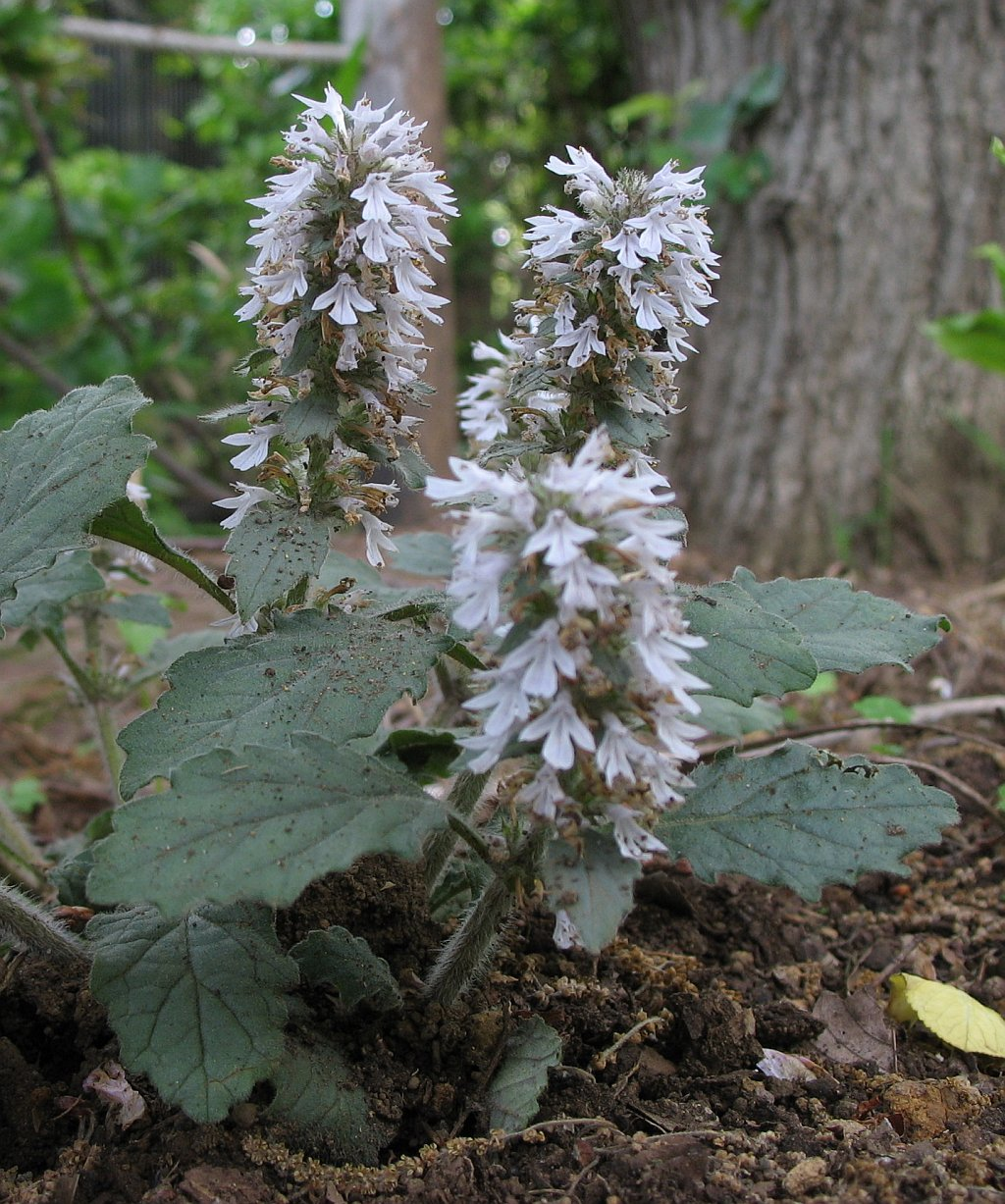
ジュウニヒトエ（町田市えびね苑）
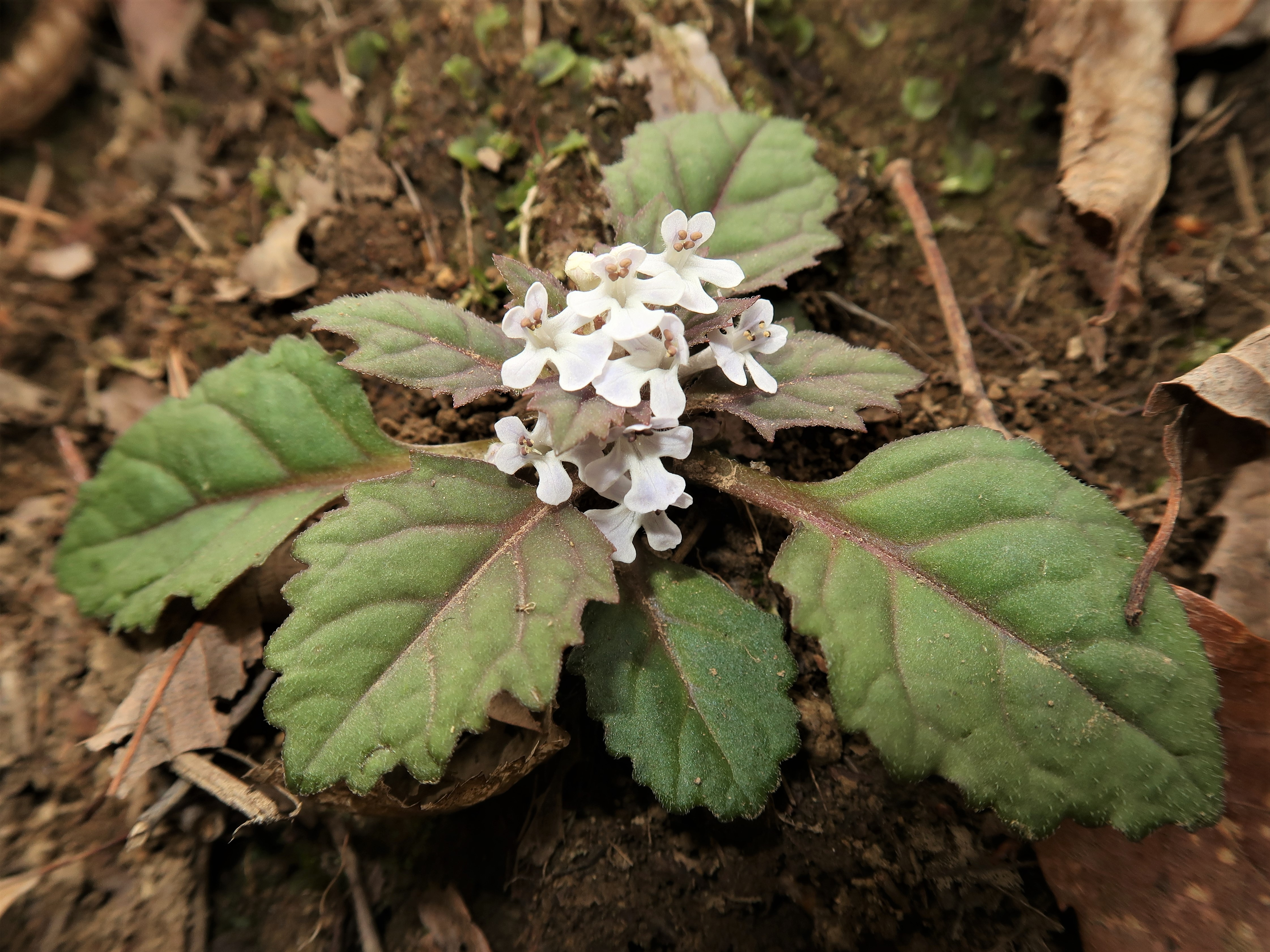
ニシキゴロモ（滋賀県高島市）
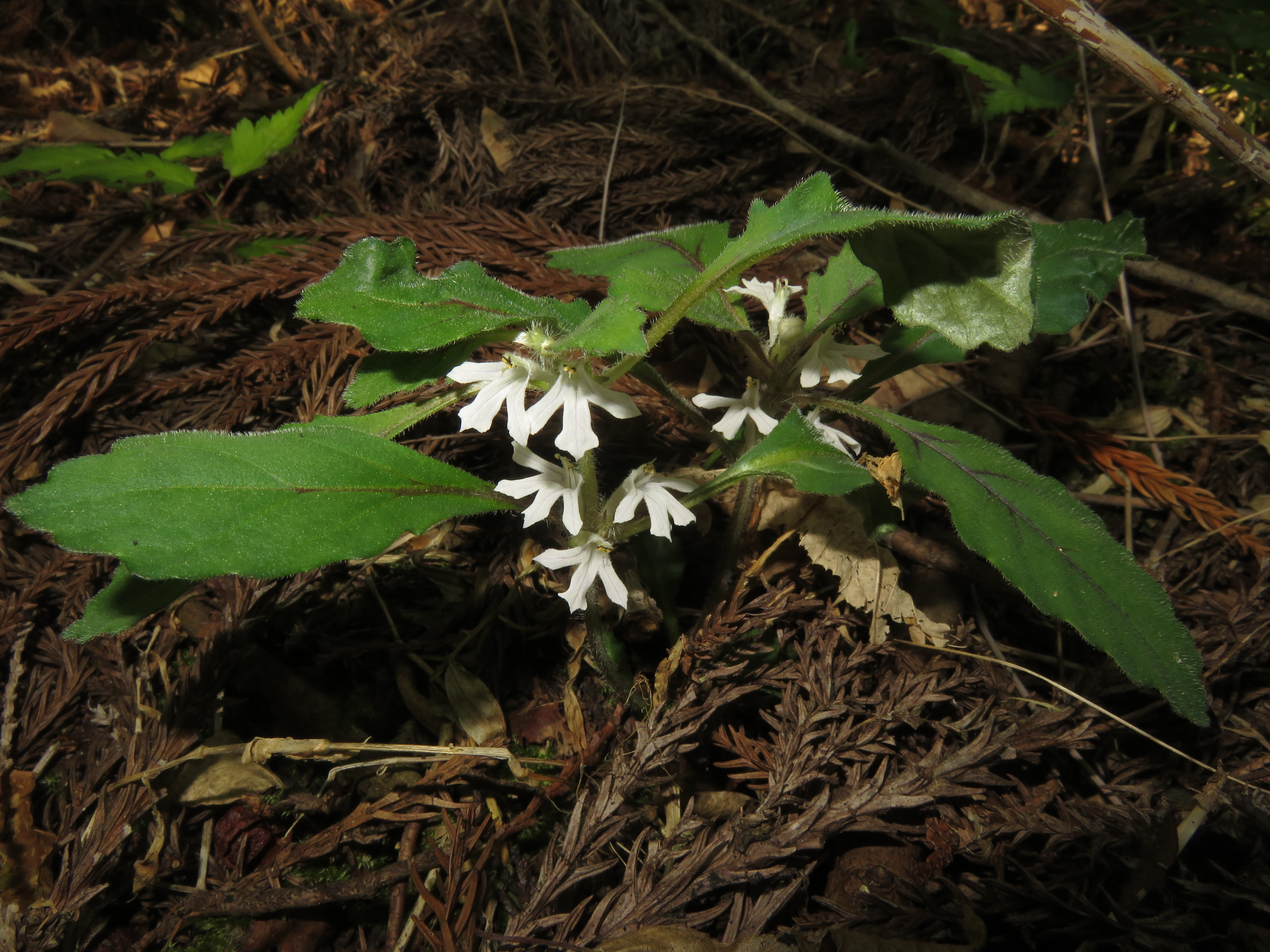
ツクバキンモンソウ（福島県浜通り地方）
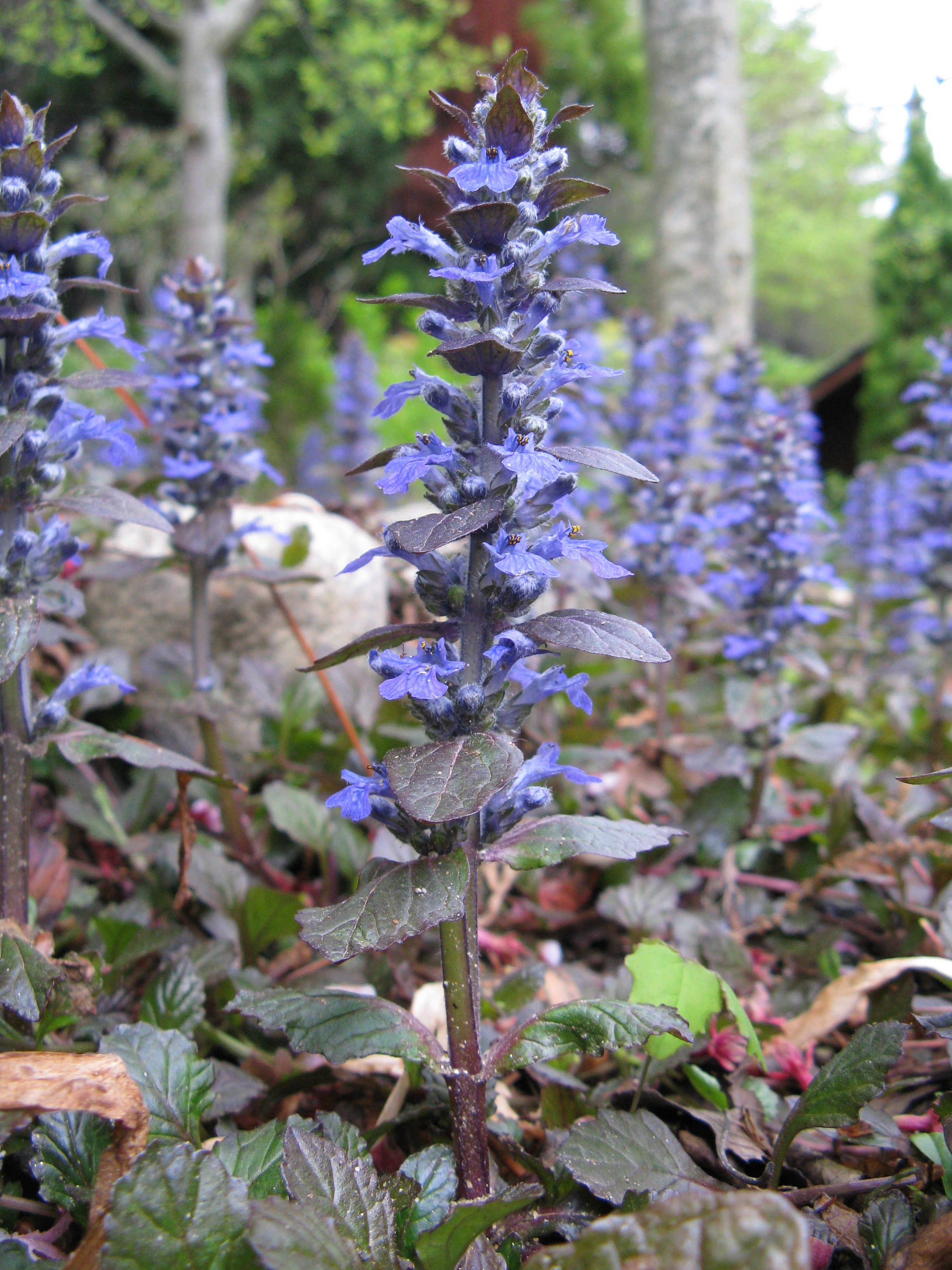
セイヨウジュウニヒトエ（大阪府）